# Шушманец
Могилата Ш̀ушманец е тракийска култова постройка в Долината на тракийските владетели.

## Разположение
Могилата се намира край град Шипка.

## Описание
Шушманец – храмът шедьовър на тракийската архитектура. Гробната камера е толос с вертикални стени и седем вградени дорийски колони. Върху тях е разположен архитрав, над който следва куполът. Неговият дизайн и изпълнение са необичайни. Над всяка полуколона е моделиран пиластър, а върхът на конструкцията на купола се състои от 15 радиални блока, лягащи върху дорийската колона в центъра на камерата. Входът към камерата е с йонийска рамка на вратата, увенчана с фронтон с палмети. Правоъгълното преддверие с конзолен свод, с полуцилиндрично напречно сечение, води към гробната камера. Фасадата на преддверието е била увенчана с фронтон, подпиран от йонийска колона, който сега е разрушен и от него е останал само един фрагмент. От двете страни на фасадата са добавени стени, изградени от грубо обработени блокове. Колоните, стените и подът на камерата и преддверието са били покрити с тънък пласт варова мазилка, не добре запазена сега. Според проучвателя, могат да се видят три последователни измазвания, които индикират най-малко три строителни периода в използването на комплекса.
Освен животните (4 коня и 2 кучета, принесени в жертва и документирани върху пода на преддверието) няма публикувана информация за наличието на друг инвентар, в това число и датиращи материали. Георги Китов предполага, че гробницата е била изградена в края на V век пр.н.е. и е била използвана през IV век пр.н.е.

## Опазване и консервация
От 2013 г. тракийският храм е отворен за посетители след успешно реализиране на проект на Министерството на културата по ОПРР за реставрация и социализация.